# アンドレ・クリュイタンス
アンドレ・クリュイタンス（André Cluytens, 1905年3月26日 - 1967年6月3日）は、ベルギーのアントウェルペン出身で、主としてフランスで活躍した指揮者。

## 人物・来歴
アンドレ・クリュイタンスは、1905年3月26日、アントウェルペンで代々音楽家の家系に生まれた。父も音楽家で、幼少時より音楽教育を受けて育った。9歳からアントウェルペン王立音楽院でピアノ・和声・対位法を学び（同窓に作曲家のジェフ・マースがいた）、同時に王立劇場の指揮者であった父からも教えを受けた。多言語国家ベルギーは、フランス語、フラマン語（オランダ語の近縁言語）、ドイツ語を公用語としているものの、話者の割合は前二者が圧倒的で、ドイツ語は王室の言語でありながら1%程度しか使用人口がない。しかし、クリュイタンスの父は「フラマン語のオペラなどないのだから、そんなものを学んでもどうにもならない」と言って息子にドイツ語を教えたという。このようにしてフランスのラテン系文化とドイツのゲルマン系文化を幼少時より身につけ、この教養は、クリュイタンスがドイツ音楽とフランス音楽という、一般には相反すると考えられるジャンルの音楽を自在に演奏することに繋がっている。ドイツ音楽も得意とするフランス語圏出身の指揮者としては、ピエール・モントゥーと双璧的存在と評価されている（同様に独仏音楽をともに得意としたミュンシュは家系、出生当時国籍ともドイツのアルザス人である）。
アントウェルペン王立音楽院を卒業し、1922年に王立歌劇場の合唱指揮者となる。1927年には同歌劇場第一指揮者に任命され、ビゼーの歌劇『真珠採り』をヨーゼフ・クリップスの代役として指揮し、高く評価される。1932年からフランスの歌劇場でも活動を始める。その後もキャリアを重ね、1944年にパリ・オペラ座の指揮者となり、1949年にはミュンシュの後任としてパリ音楽院管弦楽団の首席指揮者に就任する。以降1967年にクリュイタンスが逝去するまでこのコンビは黄金時代を築くことになる。それと並行してフランス国立放送管弦楽団、ベルギー国立管弦楽団の指揮も兼任した。
1955年には初のベルギー人（フランス人系）指揮者としてバイロイト音楽祭に参加し、歌劇『タンホイザー』を演奏した。翌1956年には急逝したエーリヒ・クライバーの代役としてカール・シューリヒトとともにウィーン・フィルハーモニー管弦楽団初のアメリカ演奏旅行を行い、成功を収めた。その後もしばしばベルリン・フィルハーモニー管弦楽団などに客演を重ねた。またチェコ・フィルハーモニー管弦楽団のコンサートにもたびたび出演した。
1964年5月に大阪国際フェスティバル協会の招聘によってパリ音楽院管弦楽団とともに来日した。ベートーヴェン・ブラームス・ベルリオーズ・ラヴェルなどを演奏。「あまりの素晴らしさに、日本のオケに絶望すら感じさせた」と評され、日本でのクリュイタンスの評価は不動のものとなったが、これが最初で最後の来日となった。1967年6月3日、パリで胃癌により急死。62歳没。
クリュイタンスは演奏活動のほかに、自身が首席指揮者を務めたパリ音楽院管弦楽団の運営元であるパリ国立高等音楽院では教鞭も執った。クリュイタンスに指揮法を師事した指揮者としては、ジョルジュ・プレートルやカレル・フサ、フローリアン・オラールなどがいる。
クリュイタンスの死去に際してパリ音楽院管弦楽団は発展的解散を遂げ、パリ管弦楽団へと改組された。

## レパートリー
フランス系の指揮者として当然のことながらフランスの作曲家の作品に熟練し、ラヴェルの管弦楽曲集、ビゼーの「アルルの女」組曲、ベルリオーズの『幻想交響曲』や序曲「ローマの謝肉祭」、フォーレのレクイエムなどは、現在でも不朽の名盤として語り継がれている。
また、教育環境もあって、バイロイト音楽祭へ出演したことからも分かるように、ドイツ音楽にも巧みであった。とりわけベートーヴェンの演奏が知られており、ベルリン・フィルハーモニー管弦楽団の初めてのベートーヴェン交響曲全集の録音は、当時の常任指揮者であったカラヤンではなく、クリュイタンスが行っている。